# Cimetière militaire allemand de Recogne
Le cimetière militaire allemand de Recogne est situé dans le hameau de Recogne qui se situe dans commune de Bastogne, en Belgique . Ce cimetière abrite les tombes de 6 807 soldats allemands. Le cimetière est situé à l'est du hameau, et au sud de la route de Foy . Il est maintenu par la Commission allemande des sépultures de guerre .

## L'histoire

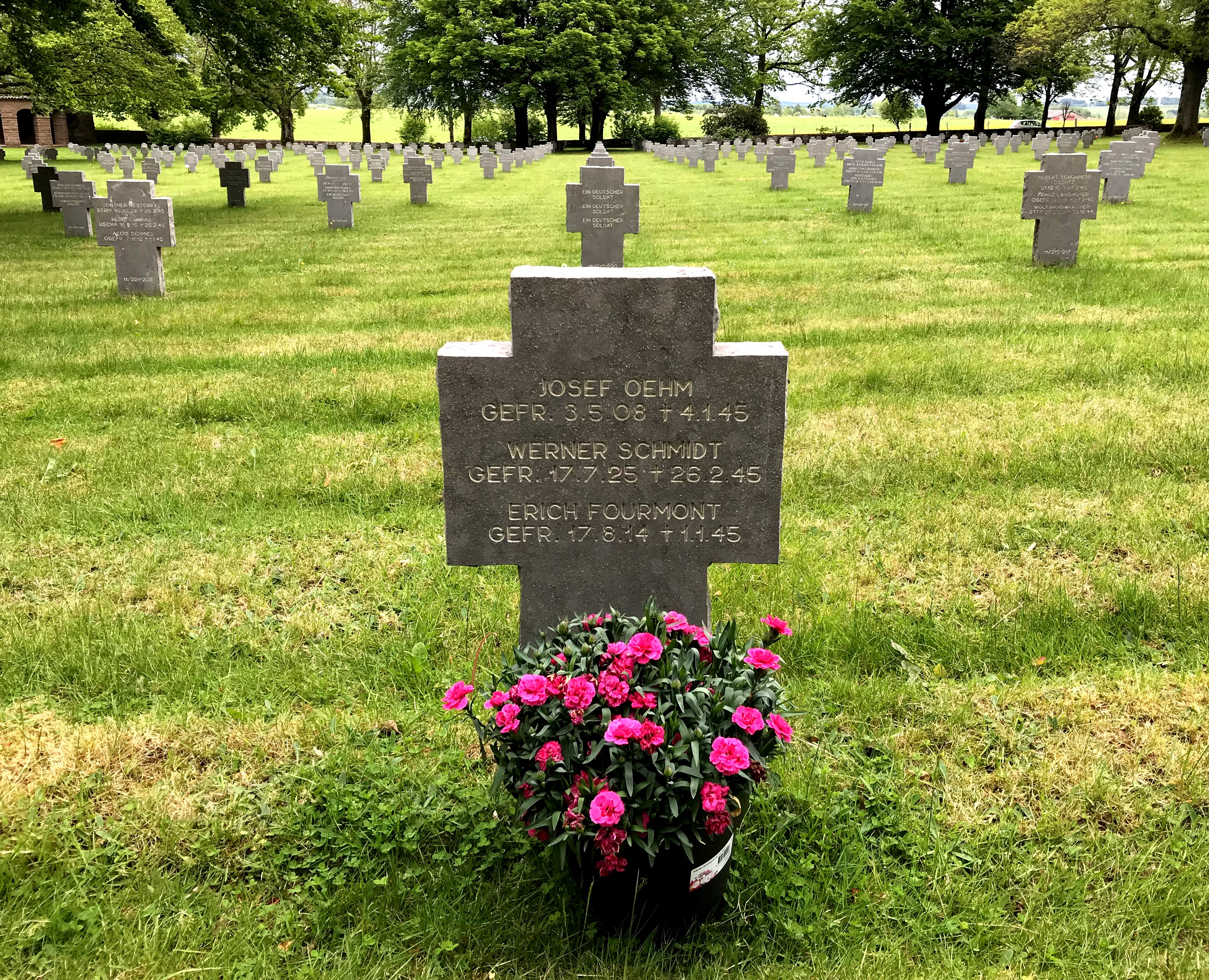
Tombes dans le cimetière

Lors de l'hiver 1944-1945, les Allemands lancèrent l'offensive des Ardennes. Ils encerclèrent la ville de Bastogne mais ne purent la prendre. Après de violents combats, les Américains ont reconquis la région dans le courant du mois de janvier 1945. En février 1945, les Américains établirent un cimetière à Recogne, où environ 2 700 américains et 3 000 allemands ont été enterrés. Après la guerre, durant les années 1945-1946, les restes des soldats américains tombés au combat ont été transférés au cimetière et mémorial américain Henri-Chapelle. Entre-temps, les autorités belges ont commencé à nettoyer tous les cimetières allemands de la région et ont transféré toutes les tombes allemandes soit à Recogne, soit au cimetière de guerre allemand de Lommel. Cependant, le cimetière contient également des tombes d'allemands tués en 1940 ou pendant l'occupation. Dans les années 1950, le cimetière a été transféré à la Commission allemande des sépultures de guerre.

## Sources
- (de) Site Internet Volksbund Deutsche Kriegsgräberfürsorge)